# Gigantes de Barranquilla
Gigantes de Barranquilla es un equipo de béisbol de Barranquilla fundado en 2018. Participa en la Liga Colombiana de Béisbol Profesional desde la temporada 2019-2020. Su sede es el estadio Édgar Rentería de Barranquilla el cual comparte con Caimanes.

## Historia
En 2018, Édgar y Edinson Rentería obtuvieron la ficha del equipo Águilas de Bogotá para representar a Soledad en la edición de 2018-2019 y de esta manera completar los 4 equipos de la Liga Colombiana de Béisbol Profesional debido a la ausencia de Tigres de Cartagena, que no participaría en dicha edición debido a que el estadio Once de Noviembre de Cartagena se encuentra en mal estado y problemas económicos que posteriormente fueron resueltos para que el equipo pudiera participar.
Se decidió usar el nombre de Gigantes en honor a su propietario Édgar Rentería, quien obtuvo su último anillo de Serie Mundial con San Francisco Giants. Además, representará a Barranquilla y no a Soledad como inicialmente se planeó.
Para la temporada 2022-23 el equipo no participa por inconvenientes internos.

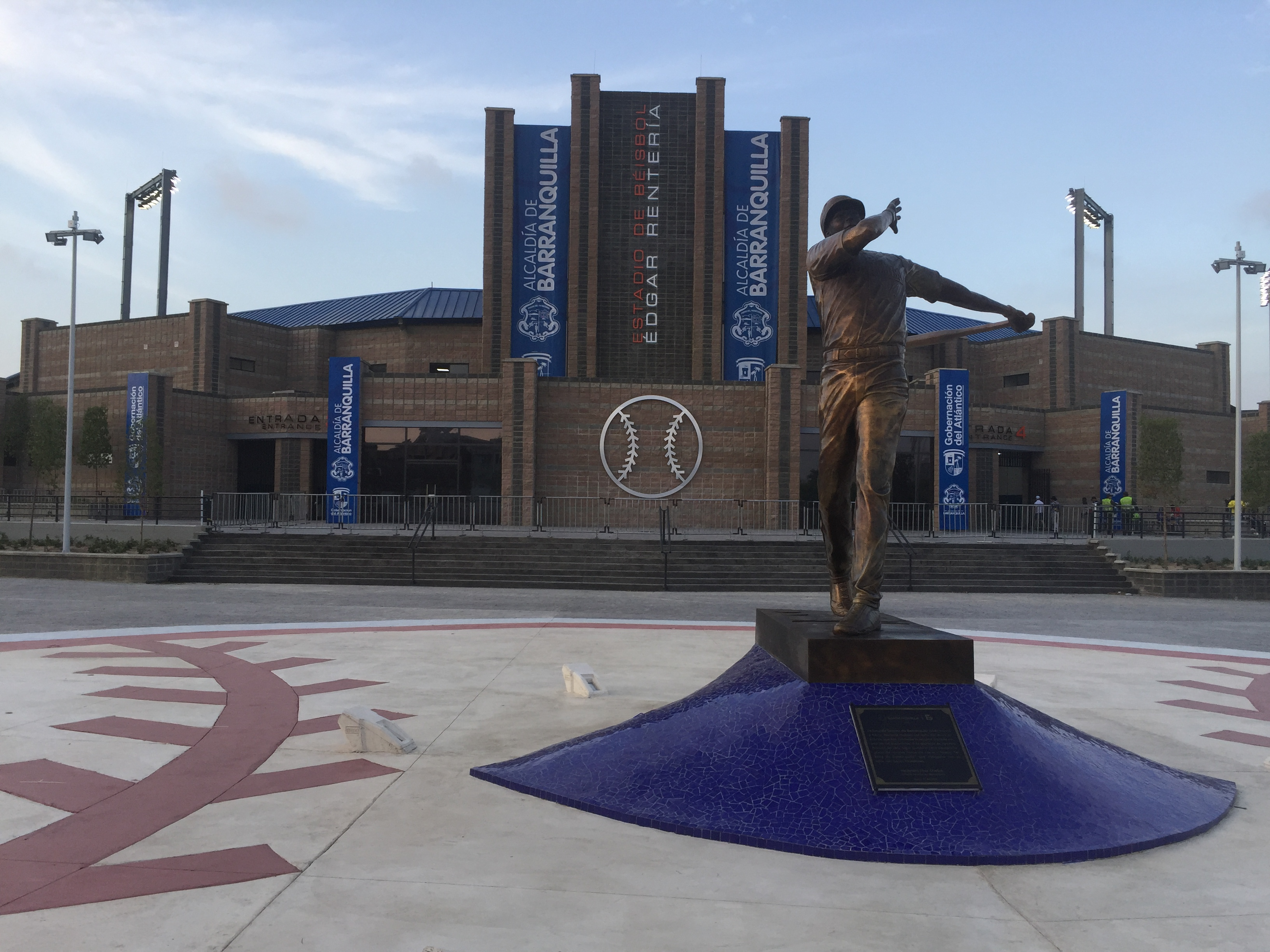
Estadio Edgar Rentería, escenario que comparte con Caimanes de Barranquilla.

## Roster 2020-21
Estos son los refuerzos confirmados hasta el momento.

## Palmarés

### Liga Profesional de Béisbol Colombiano
- Subcampeón (1): 2019-20